# Helena Bergström

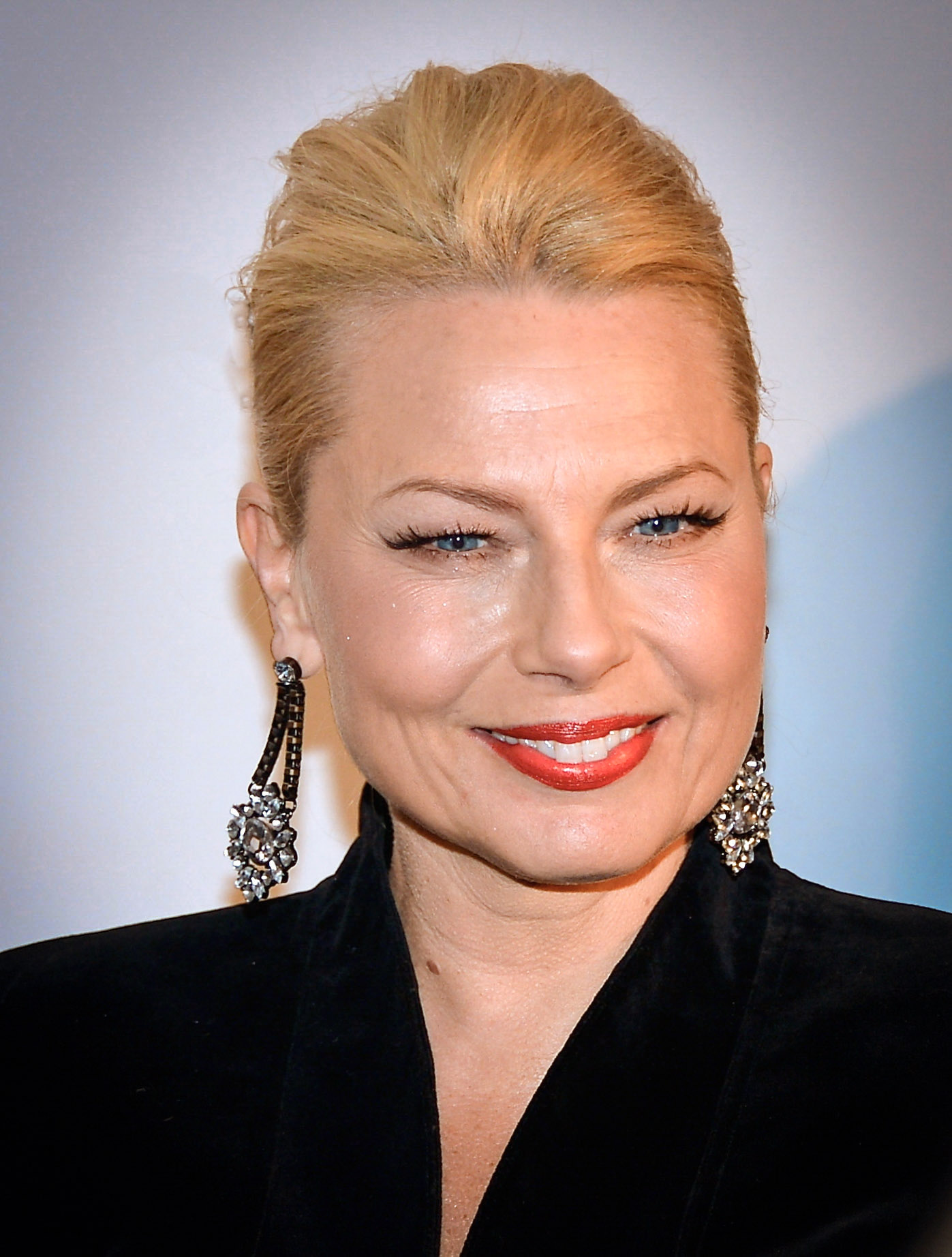
Helena Bergström bei der Guldbagge-Gala 2013

Helena Bergström (* 5. Februar 1964 in Kortedala, Göteborg) ist eine schwedische Schauspielerin und Regisseurin.

## Leben
Helena ist die Tochter des Regisseurs Hans Bergström und der Schauspielerin Kerstin Widgren. Sie ist verheiratet mit dem englischen Regisseur Colin Nutley, mit dem sie zwei Kinder hat und zuletzt die meisten ihrer Filme drehte.
Die Schauspielkarriere von Helena Bergström, die als Kind lieber mit Tieren arbeiten wollte, begann 1982, als sie in der Fernsehserie „Time Out“ mitwirkte. Ein Jahr später spielte sie in der satirischen Comedyserie „Vidöppet“. Helena Bergström besuchte bis 1988 die Theaterhochschule (Teaterhögskolan) in Stockholm und arbeitete anschließend am Königlichen Dramatischen Theater (Dramaten) und am Stockholmer Stadttheater.
Größere Bekanntheit in Schweden errang Helena Bergström 1989 durch ihre Rollen in den Filmen „1939“ und „Kvinnorna på taket“ (Frauen auf dem Dach). Auf einem Plakat zu letztgenanntem Film entdeckte sie auch Colin Nutley, der sie für die weibliche Hauptrolle in dem Film „Blackjack“ (1990) engagierte. 1992 spielte Helena Bergström an der Seite von Rikard Wolff die Rolle der Fanny in dem Film „Änglagård“ („Fannys Farm“). Für diese Rolle wählten sie die Leser der schwedischen Tageszeitung Expressen zur Filmpersönlichkeit des Jahres 1992.
Für ihre Hauptrollen in den Filmen „Sista Dansen“ und „Pariserhjulet“ wurde Helena Bergström 1993 mit dem schwedischen Filmpreis Guldbagge als Beste Hauptdarstellerin ausgezeichnet.
Auf der Bühne spielte Helena Bergström unter anderem Rollen in Luigi Pirandellos „Sechs Personen suchen einen Autor“, in „Piaf“ und in William Shakespeares „Hamlet“.
Im Jahr 2012 moderierte sie Melodifestivalen.

## Filmografie (Auswahl)
- 1982: Time Out (Miniserie)
- 1983: Vidöppet (Fernsehserie)
- 1988: Friends
- 1989: Husbonden – piraten på Sandön (Fernsehfilm)
- 1989: 1939
- 1989: Frauen auf dem Dach (Kvinnorna på taket)
- 1990: Blackjack
- 1992: Fannys Farm (Änglagård)
- 1993: Pariserhjulet
- 1993: Der letzte Tanz (Sista dansen)
- 1994: Änglagård – andra sommaren
- 1996: Die Spur der Jäger (Jägarna)
- 1996: Jetzt oder nie! (Sånt är livet)
- 1998: Still Crazy
- 1998: Das Glück kommt morgen (Under solen)
- 2000: Gossip
- 2000: Livet är en schlager
- 2001: Deadline – Terror in Stockholm (Sprängaren)
- 2003: Paradiset
- 2004: The Queen of Sheba’s Pearls
- 2006: Schwedisch für Fortgeschrittene (Heartbreak Hotel)
- 2010: House of Angels 3 (Änglagård Tredje Gangen Gillt)
- 2015: Eine schöne Bescherung (En underbar jävla jul) – auch Regie und Drehbuch
- 2016: Springflut (Springfloden, Fernsehserie)
- 2018: Tårtgeneralen
- 2019: Eine Hochzeit mit Folgen (Bröllop, begravning och dop, Fernsehserie)
- 2021: Dancing Queens – Regie und Drehbuch